# Mihai Șora
Pour les articles homonymes, voir Sora.
Mihai Șora (prononciation roumaine : /mi.ˈhaj ˈʃora/), né le 7 novembre 1916 à Ianova (Autriche-Hongrie) et mort le 25 février 2023 à Bucarest (Roumanie), est un philosophe, essayiste et ministre de l’Éducation roumain. 
Il est membre honoraire de l'Académie roumaine.

## Biographie

### Jeunesse et éducation
Fils d'un prêtre orthodoxe, Mihai Șora a étudié la philosophie à l'université de Bucarest de 1934 à 1938, où il a été l'élève de Mircea Eliade, Nae Ionescu, Mircea Vulcănescu. 
Il obtient une bourse de l'Institut français de Roumanie au même moment que Eugène Ionesco pour étudier en France. En 1938, il part étudier à Paris puis Grenoble à partir de décembre 1940, sous la direction de Jacques Chevalier, pascalien qui accepte de soutenir sa thèse sur Pascal : La Notion de la Grâce chez Pascal. Essai de morphologie du theocentrisme.

### France et Roumanie
Mihai Șora s'engage dans la résistance française puis en 1945 rejoint le Parti communiste français. Entre 1945 et 1948, il a travaillé comme chercheur au CNRS à Paris. Il publie à Paris son premier livre : Du Dialogue intérieur, fragment d'une anthropologie métaphysique chez Gallimard.
Après son retour en Roumanie en 1948 pour voir ses parents, il est contraint par l'État roumain de rester sur place. Il ne pourra soutenir sa thèse pour obtenir son doctorat. Mihai Șora travaille alors dans l'édition. Il devient membre du parti communiste roumain et employé par le ministère des affaires étrangères, à l'époque dirigé par la leader communiste Ana Pauker de 1948 à 1951. Dans des interviews publiées après la chute du parti communiste, Șora a affirmé avoir été « arrêté » de manière non officielle. Il aurait été interdit d'enseigner dans la Roumanie communiste, mais il est néanmoins devenu un rédacteur influent pour l'une des principales maisons d'édition roumaines, ESPLA. La famille de Șora a émigré à l'Ouest dans les années 1970, et il a été autorisé à leur rendre visite dans les années 1980. Selon Aurelia Craiutu, il aurait été obligé de publier sous des pseudonymes plutôt que d'utiliser son propre nom. Șora a cependant pu publier son troisième livre en 1985.

### Après la Révolution
En mars 1989, Mihai Șora se joint aux intellectuels qui protestent contre le traitement réservé au poète dissident Mircea Dinescu. 
Après la chute de Nicolae Ceaușescu en décembre 1989, il a brièvement occupé le poste de ministre de l'éducation au sein de la coalition post-révolutionnaire de Petre Roman. Il a été l'un des deux seuls membres du cabinet à approuver la proclamation de Timișoara de mars 1990, qui a proposé sans succès une loi visant à empêcher les anciens membres de la Securitate d'occuper des postes politiques de premier plan. Il a été membre du Groupe pour le dialogue social, dont il a écrit pour l'hebdomadaire Revista 22, et de la Fondation de l'Alliance civique, qui est devenue plus tard le Parti de l'alliance civique.

### Famille
Mihai Șora a été marié deux fois : la première fois avec l'écrivain Mariana Klein (1917-2011), en 1939, avec laquelle il a trois enfants, et la seconde fois avec Luiza Palanciuc, essayiste et poète, en 2014. Il a eu 100 ans en novembre 2016.

### Mort
Mihai Șora meurt le 25 février 2023 à Bucarest, à l'âge de 106 ans.

## Œuvres
- Du dialogue intérieur : fragment d'une anthropologie métaphysique, Gallimard, 1947
- Sarea pământului, Éditions Cartea Românească, 1978
- A fi, a face, a avea, Éditions Cartea Românească, 1985
- Eu&tu&el&ea... sau dialogul generalizat, Éditions Cartea Românească, 1990
- Firul ierbii, Éditions Scrisul Românesc, 1998
- Câteva crochiuri și evocări, Éditions Scrisul Românesc, 2000
- Locuri comune, Éditions Universalia, 2004
- Clipa & timpul, Éditions Paralela 45, 2005
- (ro) Despre toate şi ceva in plus  (préf. Leonid Dragomir), Bucarest, Paralela 45, 2006, 178 p.

### Traducteur
Mme Carciu, Mihai Șora, J. Soucasse, J. Gouillard et A. Juilland, préface de Georges Dumézil, Traité d'histoire des religions, Paris, Éditions Payot, 1949, 405 p.